# Budilovina
Budilovina (Servisch cyrillisch Будиловина) is een plaats in de Servische gemeente Brus. De plaats telt 293 inwoners (2002).